# Ross Dwelley
Ross Dwelley (Sonora, 26 gennaio 1995) è un giocatore di football americano statunitense che milita nel ruolo di tight end per i San Francisco 49ers della National Football League (NFL).

## Carriera

### San Francisco 49ers
Dwelley firmò con i San Francisco 49ers dopo non essere stato scelto nel Draft NFL 2018. Alla fine del training camp fu svincolato, firmando con la squadra di allenamento il giorno successivo. Fu promosso nel roster attivo il 15 ottobre 2018 e debuttò come professionista quella sera stessa nella sconfitta per 30-33 contro i Green Bay Packers. Dwelley ricevette il suo primo passaggio, con una ricezione da 8 yard, il 1º novembre nella vittoria per 34-3 sugli Oakland Raiders. La sua prima stagione si chiuse con 11 presenze e 2 ricezioni per 14 yard.
Dwelley disputò la prima gara in carriera come titolare il 13 ottobre 2019 contro i Los Angeles Rams, giocando come fullback al posto dell'infortunato Kyle Juszczyk. I suoi primi due touchdown li segnò il 17 novembre 2019 contro gli Arizona Cardinals. La sua seconda stagione si chiuse disputando tutte le 16 partite, di cui 6 come titolare. Il 2 febbraio 2020 scese in campo nel Super Bowl LIV in cui i 49ers furono sconfitti per 31-20 dai Kansas City Chiefs.

### Atlanta Falcons
Il 13 maggio 2024 Dwelley firmó con gli Atlanta Falcons.

### Ritorno ai San Francisco 49ers
Il 2 maggio 2025 Dwelley firmò un contratto di un anno per fare ritorno ai San Francisco 49ers.

## Palmarès
- National Football Conference Championship: 2

San Francisco 49ers: 2019, 2023